# Ryder Cup 2023
La 44ª edizione della Ryder Cup si è tenuta in Italia dal 29 settembre al 1º ottobre 2023 presso il Marco Simone Golf and Country Club a Guidonia Montecelio, nella Città metropolitana di Roma Capitale. È stata la terza Ryder Cup disputata nell'Europa continentale, dopo le edizioni del 1997 e del 2018, tenutesi rispettivamente in Spagna e Francia.
Il 7 luglio 2020 la PGA Tour e la PGA European Tour hanno deciso di far slittare la 43ª edizione al 2021 a causa della pandemia di COVID-19 in Europa, e di conseguenza l'edizione da disputare in Italia è stata a sua volta spostata al 2023.
La manifestazione è stata vinta dalla squadra europea con il punteggio di 161⁄2 a 111⁄2 sulla squadra statunitense. Per il "Team Europe" si è trattata della sedicesima affermazione nella competizione.

## Scelta della sede
Il processo di selezione della sede per la 44ª edizione del torneo è iniziato il 23 giugno 2014 e si è concluso il 14 dicembre 2015. Il Marco Simone Golf and Country Club si è aggiudicato l'assegnazione della competizione battendo la concorrenza del Golf Club Fontana (Austria), del Golf Club Bad Saarow (Germania) e del PGA Catalunya Resort (Spagna).
Ci sono state anche altre tre candidature però mai rese ufficiali: inizialmente la Danimarca espresse la volontà di ospitare la manifestazione, per poi non formalizzare la propria candidatura senza spiegarne le motivazioni; il Portogallo espresse la volontà di concorrere per l'assegnazione della Ryder Cup, ma a causa di difficoltà economiche dovette ritirarsi; infine, la Turchia dovette rinunciare a causa dell'elevato numero di alberi (circa 15 000) che si sarebbero dovuti abbattere per consentire la realizzazione degli spalti all'interno del circuito prescelto.

## Formato
La Ryder Cup è un torneo match play, con degli incontri giocati sia a coppie che singolarmente. La formula adottata per l'edizione 2023 è stata la seguente:
- I giornata (venerdì) - quattro incontri Foursomes, il cui significato letterale è "colpo alternato". È una modalità di gioco in cui, al mattino, due compagni di squadra gareggiano alternandosi una palla ciascuno per ogni buca;[13] in seguito, al pomeriggio, si giocano altri quattro incontri Four-Ball, in cui due giocatori gareggiano insieme per una squadra e ciascuno gioca la propria palla, e il punteggio di una squadra per una buca è il punteggio più basso dei due compagni per quella buca.[14]
- II giornata (sabato) - quattro incontri Foursomes al mattino e quattro incontri Four-Ball al pomeriggio.
- III giornata (domenica) - dodici incontri singoli.

Ogni incontro si disputa su un massimo di 18 buche. La vittoria di ogni incontro assegna un punto, nel caso di parità del match si assegna ½ punto a ciascuno, per un totale di 28 punti disponibili. 14½ punti sono necessari per vincere, ma 14 punti (ovvero un pareggio) sono sufficienti alla squadra detentrice per mantenere la coppa.

### Capitani

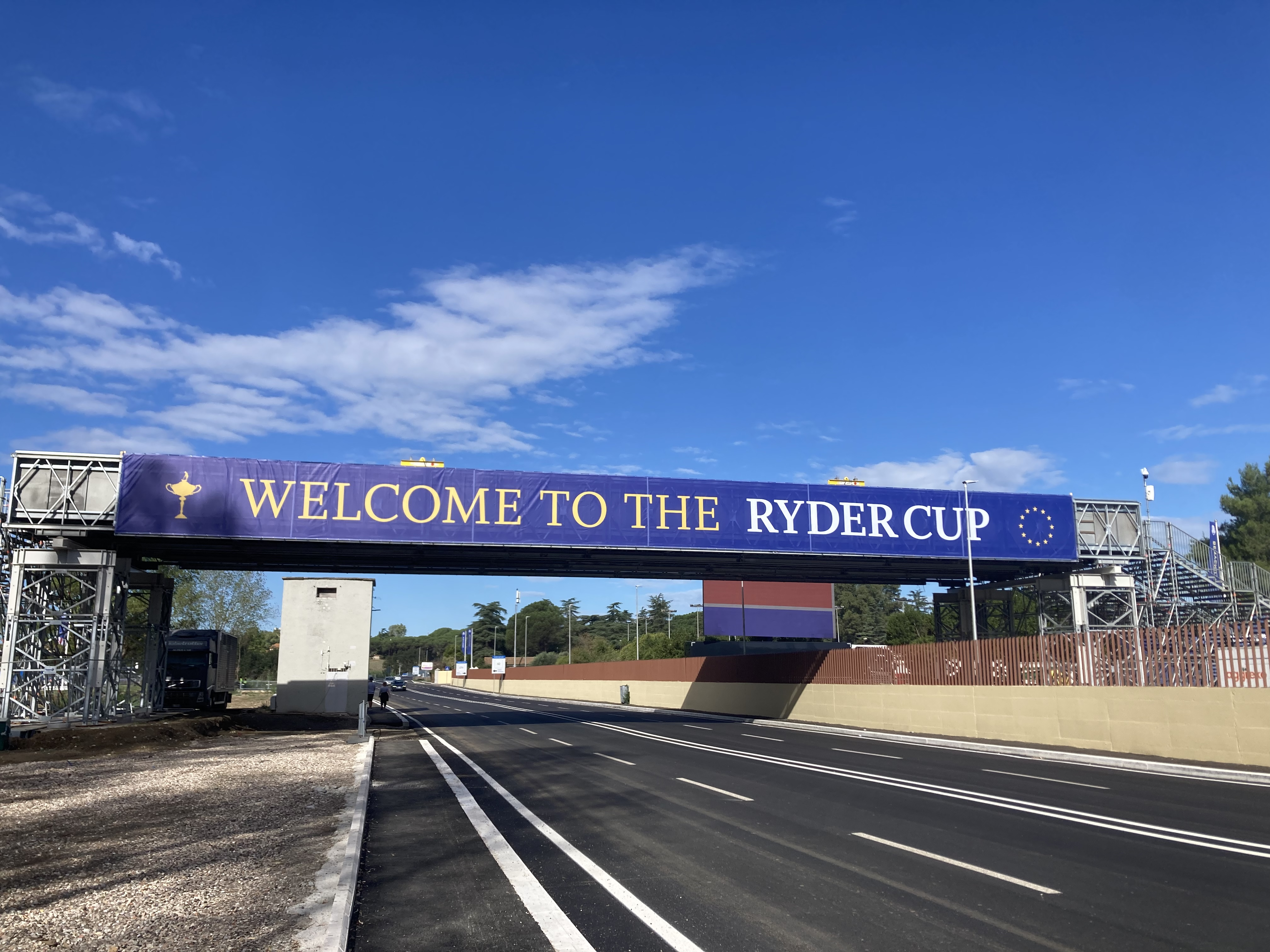
Il ponte all'ingresso del Marco Simone Golf & Country Club

Lo svedese Henrik Stenson era stato inizialmente nominato come capitano europeo, ma in seguito alla sua scelta di aderire al LIV Golf, circuito professionistico concorrente al PGA Tour e al DP World Tour, venne rimosso dall'incarico; Luke Donald è stato quindi nominato capitano europeo il 1º agosto 2022.
Zach Johnson è stato invece nominato capitano degli Stati Uniti il 28 febbraio 2022.

### Vice-capitani
Ogni capitano ha avuto la possibilità di selezionare un numero di vice-capitani per assisterlo durante il torneo.
Quando ancora il capitano del team europeo era Stenson, scelse come vice-capitani Thomas Bjørn ed Edoardo Molinari; successivamente, Donald mantenne i primi due e aggiunse Nicolas Colsaerts, José María Olazábal e Francesco Molinari.
Johnson ha scelto Steve Stricker come primo vice-capitano, poi Davis Love III, Jim Furyk, Fred Couples e Stewart Cink come secondo, terzo, quarto e quinto vice-capitano.

## Selezione dei giocatori
Ogni squadra era formata da 12 giocatori. La squadra europea era composta dai tre giocatori che alla data del 2 settembre 2023 si trovavano ai primi posti della Lista a punti europea (European Points List), a cui furono aggiunti i primi tre giocatori della Lista a punti mondiale (World Points List), ma che non facevano parte del precedente gruppo di tre giocatori; gli ultimi sei giocatori sono stati scelti dal capitano.
La squadra americana era composta dai sei giocatori che al 12 agosto 2023 si trovavano nelle prime posizioni di una speciale classifica stilata in base ai guadagni di ogni giocatore nei quattro major del 2022, nei quattro eventi dei World Golf Championships e nel Players Championship 2022, nei tornei del PGA Tour, nei tornei WGC e nei quattro major del 2022. Gli altri sei giocatori sono stati scelti dal capitano.

## Squadre
| Nome             | Età | Classifica a punti (W) | Classifica a punti (E) | Classifica mondiale | Note                                         |
| ---------------- | --- | ---------------------- | ---------------------- | ------------------- | -------------------------------------------- |
| Luke Donald      | 47  |                        |                        |                     | Capitano                                     |
| Rory McIlroy     | 34  | 1                      | 1                      | 2                   | 6ª partecipazione                            |
| Jon Rahm         | 38  | 2                      | 2                      | 3                   | 3ª partecipazione                            |
| Robert MacIntyre | 27  | 3                      | 10                     | 55                  | Esordio nella Ryder Cup                      |
| Tommy Fleetwood  | 32  | 7                      | 6                      | 13                  | 3ª partecipazione, scelta del capitano       |
| Viktor Hovland   | 25  | 18                     | 3                      | 4                   | 2ª partecipazione                            |
| Tyrrell Hatton   | 31  | 15                     | 4                      | 11                  | 3ª partecipazione                            |
| Matt Fitzpatrick | 29  | 23                     | 5                      | 8                   | 3ª partecipazione                            |
| Sepp Straka      | 30  | 45                     | 7                      | 22                  | Esordio nella Ryder Cup, scelta del capitano |
| Justin Rose      | 43  | 94                     | 9                      | 37                  | 6ª partecipazione, scelta del capitano       |
| Shane Lowry      | 36  | 11                     | 8                      | 34                  | 2ª partecipazione, scelta del capitano       |
| Nicolai Højgaard | 22  | 25                     | 16                     | 82                  | Esordio nella Ryder Cup, scelta del capitano |
| Ludvig Åberg     | 23  | 60                     | 58                     | 80                  | Esordio nella Ryder Cup, scelta del capitano |

| Nome              | Età | Classifica a punti (W) | Classifica a punti (E) | Classifica mondiale | Note                                         |
| ----------------- | --- | ---------------------- | ---------------------- | ------------------- | -------------------------------------------- |
| Zach Johnson      | 46  |                        |                        |                     | capitano                                     |
| Scottie Scheffler | 27  | 1                      | 1                      | 1                   | 2ª partecipazione                            |
| Wyndham Clark     | 29  | 2                      | 0                      | 10                  | Esordio nella Ryder Cup                      |
| Brian Harman      | 26  | 3                      | 0                      | 9                   | Esordio nella Ryder Cup                      |
| Patrick Cantlay   | 31  | 4                      | 1                      | 5                   | 2ª partecipazione                            |
| Max Homa          | 32  | 5                      | 0                      | 7                   | Esordio nella Ryder Cup                      |
| Xander Schauffele | 29  | 6                      | 1                      | 6                   | 2ª partecipazione                            |
| Brooks Koepka     | 33  | 7                      | 3                      | 17                  | 4ª partecipazione, scelta del capitano       |
| Jordan Spieth     | 30  | 8                      | 4                      | 12                  | 5ª partecipazione, scelta del capitano       |
| Collin Morikawa   | 26  | 10                     | 1                      | 19                  | 2ª partecipazione, scelta del capitano       |
| Sam Burns         | 27  | 12                     | 0                      | 20                  | Esordio nella Ryder Cup, scelta del capitano |
| Rickie Fowler     | 34  | 13                     | 4                      | 25                  | 5ª partecipazione, scelta del capitano       |
| Justin Thomas     | 30  | 15                     | 2                      | 24                  | 3ª partecipazione, scelta del capitano       |

## Riassunto del torneo

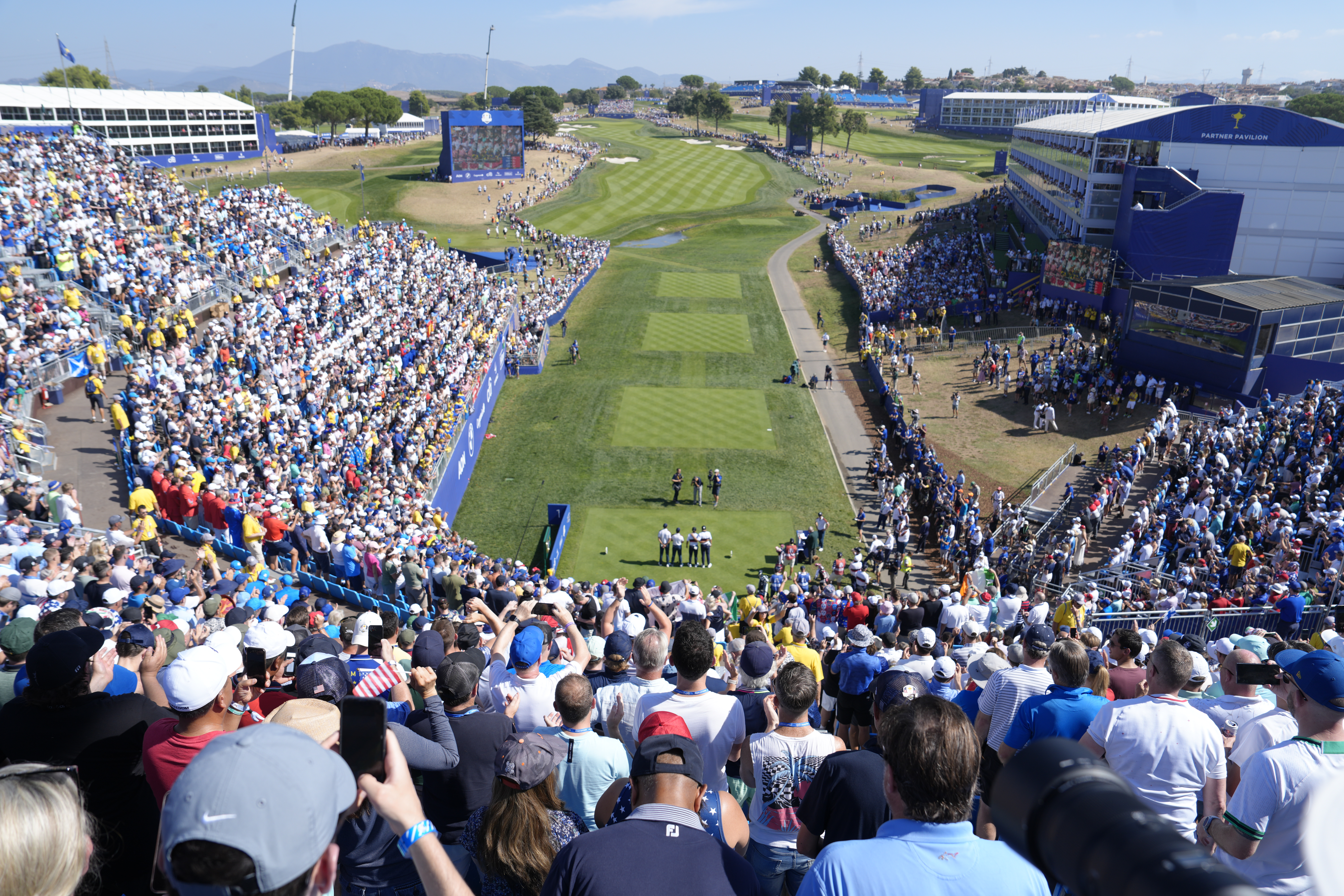
La buca n.1 vista dall'alto del First Tee Grand Stand

### Prima giornata

#### I sessione
Il 29 settembre, alle ore 7:35, è iniziata la prima giornata del torneo. Durante la sessione mattutina si sono svolti quattro incontri nella modalità Foursome, i cui accoppiamenti erano stati annunciati il giorno precedente. Il primo punto è stato vinto dalla coppia europea Rahm/Hatton a scapito della coppia statunitense Scheffler/Burns, con il punteggio 4 & 3; il secondo incontro ha visto contrapposti Åberg/Hovland, entrambi debuttanti in Ryder Cup per l'Europa, e Homa/Harman per gli Stati Uniti, e la coppia scandinava ha vinto con il punteggio 4 & 3. L'incontro successivo ha visto sfidarsi Lowry/Straka, quest'ultimo al debutto in Ryder Cup, contro gli americani Fowler/Morikawa, e ad avere la meglio è stata la coppia europea che si è imposta per 2 & 1. L'ultimo incontro della prima sessione è stato anch'esso vinto dal team europeo grazie alla coppia McIlroy/Fleetwood, capaci di battere per 2 & 1 Schauffele/Cantlay.
Per la prima volta nella storia della Ryder Cup, il team europeo è andato in vantaggio per 4 a 0 dopo la prima sessione.

#### II sessione
La seconda sessione di giornata è iniziata alle ore 12:25 con quattro sfide in modalità Four-Ball. Le prime tre, in cui si sono affrontati rispettivamente Hovland/Hatton contro Thomas/Spieth, Rahm/Højgaard contro Scheffler/Koepka e MacIntyre/Rose contro Homa/Clark, sono terminate in pareggio facendo guadagnare ad entrambe le squadre 1,5 punti a testa. L'ultima gara della giornata è stata vinta da McIlroy/Fitzpatrick, i quali hanno battuto per 5 & 3 la coppia Morikawa/Schauffele.
Nel corso della prima giornata gli Stati Uniti non hanno vinto nessun incontro, stabilendo così un record negativo in quanto ciò non era mai accaduto prima nella storia della Ryder Cup.

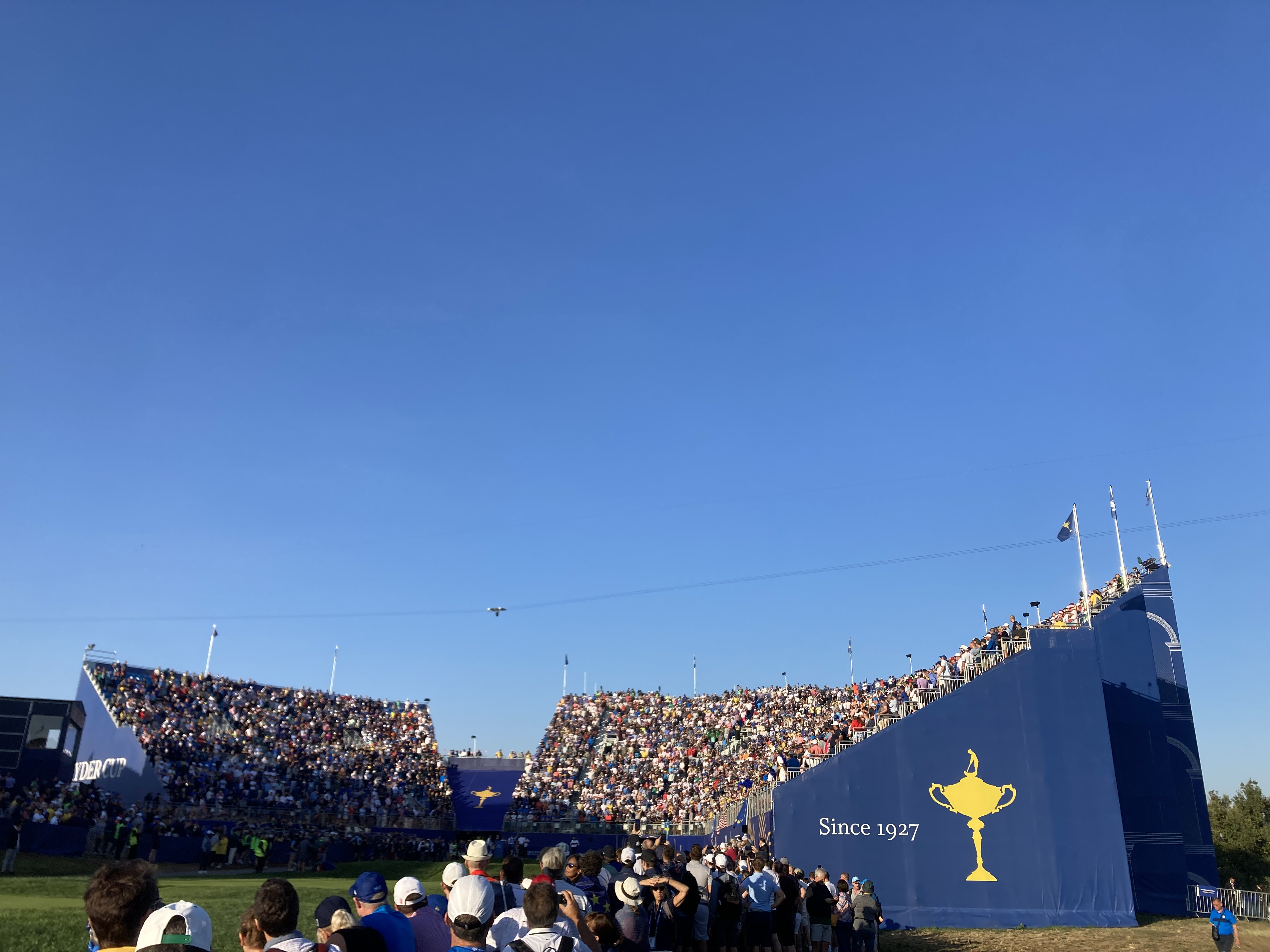
Gli spalti del First Tee Grand Stand durante il Four-ball della II giornata

### Seconda giornata

#### I sessione
Alla fine della prima giornata sono stati annunciati gli accoppiamenti per il giorno successivo, sabato 30 settembre.
Il 30 settembre, alle ore 7:35, è iniziata la seconda giornata del torneo. Nella sessione mattutina si sono disputati gli incontri in modalità Foursome; dopo il primo incontro, terminato con la vittoria di McIlroy/Fleetwood su Thomas/Spieth per 2 & 1, la coppia Åberg/Hovland ha battuto Scheffler/Koepka per 9 & 7, stabilendo il record di vittoria con il punteggio più alto alla buca 18.
La prima sessione è terminata con il Team Europa vincente in tre sfide su quattro, lasciando al Team USA la prima vittoria ad opera di Homa/Harman su Straka/Lowry per 4 & 2. La sessione è terminata quindi 3 a 1 per la squadra europea.

#### II sessione
La seconda sessione di giornata è iniziata alle ore 12:25 con altre quattro gare in modalità Four-Ball. Gli Stati Uniti hanno conquistato i primi due punti nelle gare in cui le coppie Burns/Morikawa e Homa/Harman hanno avuto la meglio rispettivamente su Åberg/Hovland e su Fleetwood/Højgaard, vincendo per 4 & 3 nel primo match e 2 & 1 nel secondo. Questa sessione è stata speculare a quella del mattino ma a parti invertite; difatti il punteggio finale è stato sempre 3 a 1, ma questa volta in favore del team statunitense. Al termine della seconda giornata il punteggio ha visto l'Europa in vantaggio per 101⁄2 a 51⁄2.

### Terza giornata
La terza e ultima sessione è iniziata il 1º ottobre alle ore 11:35, e ha visto susseguirsi 12 incontri uno contro uno tra le due compagini. Il primo match, che ha visto contrapposti Rahm e Scheffler, è terminato con un pareggio dopo che lo statunitense era in svantaggio fino alla nona buca, per poi passare in vantaggio all'undicesima e farsi rimontare definitivamente all'ultima dallo spagnolo. Successivamente il match tra il norvegese Hovland e Morikawa ha visto il golfista europeo vincere alla buca 15 con il punteggio 4 & 3. Dei successivi dieci incontri, gli Stati Uniti ne hanno vinti quattro non riuscendo nell'impresa di bissare il successo del 2018. Arrivati alla buca 16, sorprendentemente, Rickie Fowler concede a Tommy Fleetwood il putt consegnando di fatto la vittoria della buca per 3 & 1 al golfista inglese e al team europeo la vittoria finale del torneo per 161⁄2 a 111⁄2.

## Risultati

### I giornata

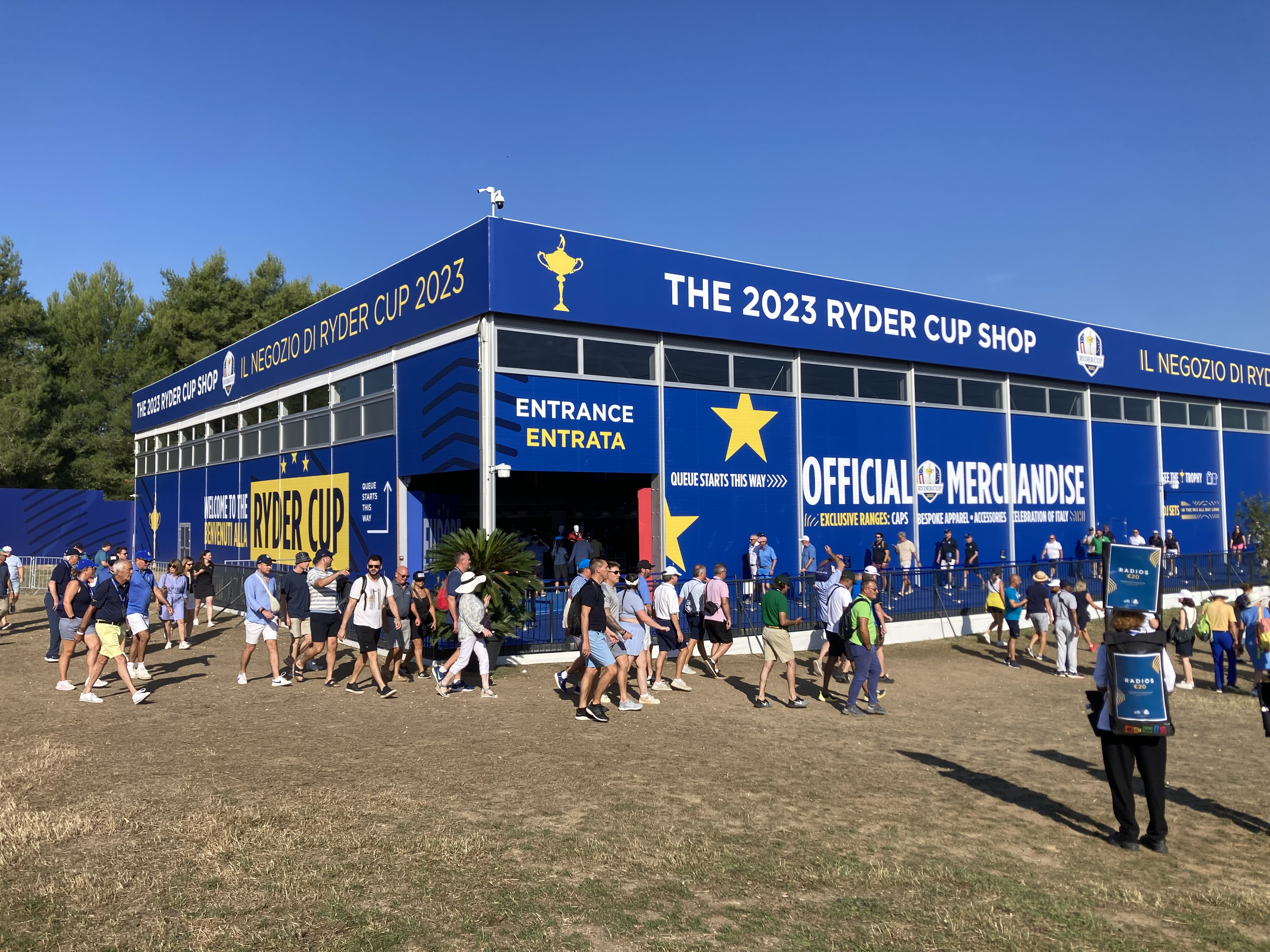
Lo shop ufficiale della competizione

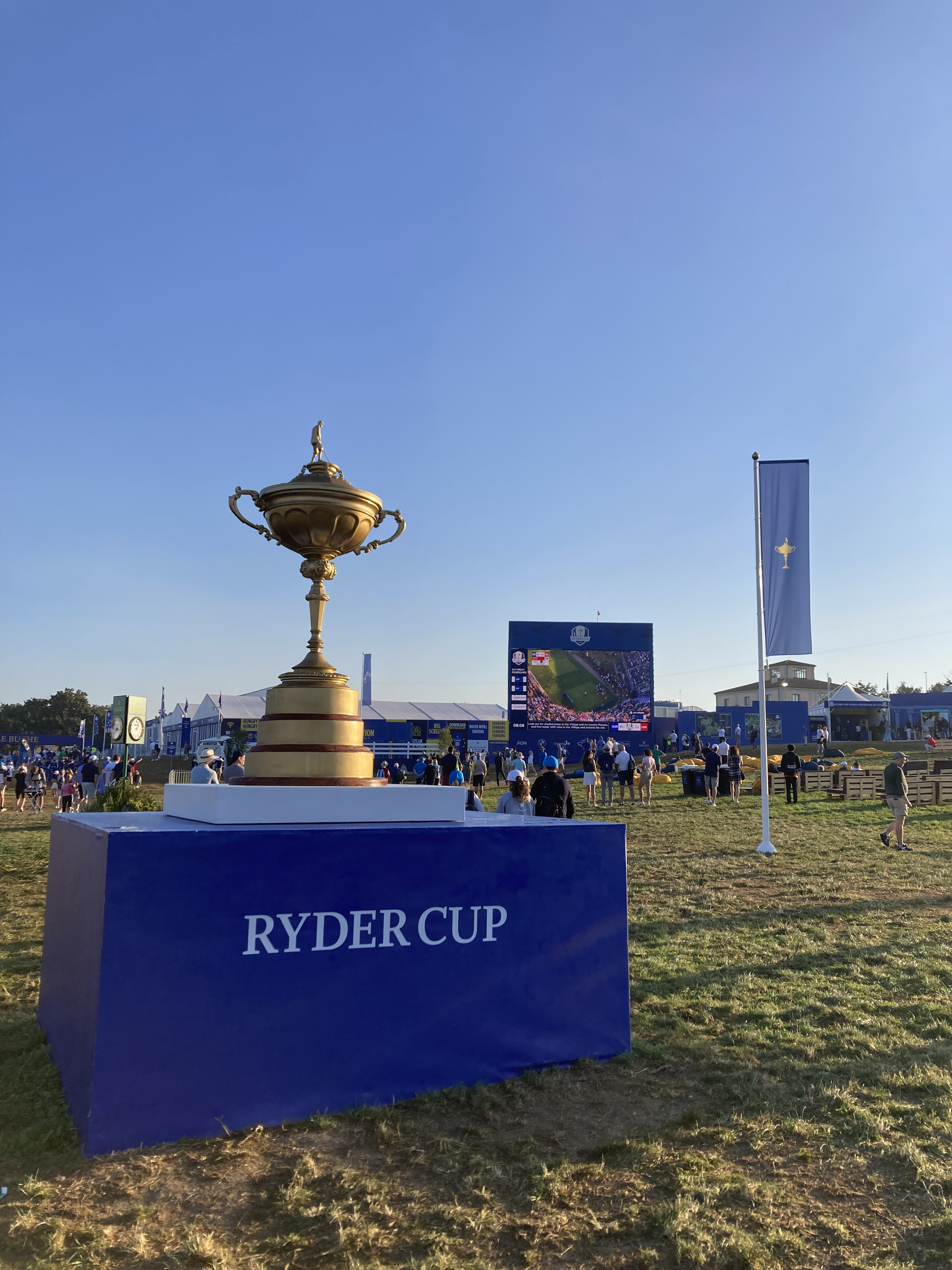
Il Fan Village

| Europa (bandiera) | Risultati | Stati Uniti (bandiera) |
| ----------------- | --------- | ---------------------- |
| Rahm/Hatton       | 4 & 3     | Scheffler/Burns        |
| Åberg/Hovland     | 4 & 3     | Homa/Harman            |
| Lowry/Straka      | 2 & 1     | Fowler/Morikawa        |
| McIlroy/Fleetwood | 2 & 1     | Schauffele/Cantlay     |
| 4                 | Sessione  | 0                      |
| 4                 | Totale    | 0                      |

| Europa (bandiera)   | Risultati | Stati Uniti (bandiera) |
| ------------------- | --------- | ---------------------- |
| Hovland/Hatton      | pareggio  | Thomas/Spieth          |
| Rahm/Højgaard       | pareggio  | Scheffler/Koepka       |
| McIntyre/Rose       | pareggio  | Homa/Clark             |
| McIlroy/Fitzpatrick | 5 & 3     | Morikawa/Schauffele    |
| 2½                  | Sessione  | 1½                     |
| 6½                  | Totale    | 1½                     |

### II giornata
| Europa (bandiera) | Risultati | Stati Uniti (bandiera) |
| ----------------- | --------- | ---------------------- |
| McIlroy/Fleetwood | 2 & 1     | Thomas/Spieth          |
| Åberg/Hovland     | 9 & 7     | Scheffler/Koepka       |
| Lowry/Straka      | 4 & 2     | Homa/Harman            |
| Rahm/Hatton       | 2 & 1     | Schauffele/Cantlay     |
| 3                 | Sessione  | 1                      |
| 91⁄2              | Totale    | 21⁄2                   |

| Europa (bandiera)   | Risultati | Stati Uniti (bandiera) |
| ------------------- | --------- | ---------------------- |
| Åberg/Hovland       | 4 & 3     | Burns/Morikawa         |
| Fleetwood/Højgaard  | 2 & 1     | Homa/Harman            |
| Rose/MacIntyre      | 3 & 2     | Thomas/Spieth          |
| Fitzpatrick/McIlroy | 1 Up      | Cantlay/Clark          |
| 1                   | Sessione  | 3                      |
| 101⁄2               | Totale    | 51⁄2                   |

### III giornata
| Europa (bandiera) | Risultati | Stati Uniti (bandiera) |
| ----------------- | --------- | ---------------------- |
| Jon Rahm          | pareggio  | Scottie Scheffler      |
| Viktor Hovland    | 4 & 3     | Collin Morikawa        |
| Justin Rose       | 2 & 1     | Patrick Cantlay        |
| Rory McIlroy      | 3 & 1     | Sam Burns              |
| Matt Fitzpatrick  | 1 up      | Max Homa               |
| Tyrrell Hatton    | 3 & 2     | Brian Harman           |
| Ludvig Åberg      | 3 & 2     | Brooks Koepka          |
| Sepp Straka       | 2 up      | Justin Thomas          |
| Nicolai Højgaard  | 3 & 2     | Xander Schauffele      |
| Shane Lowry       | pareggio  | Jordan Spieth          |
| Tommy Fleetwood   | 3 & 1     | Rickie Fowler          |
| Robert MacIntyre  | 2 & 1     | Wyndham Clark          |
| 6                 | Sessione  | 6                      |
| 16.5              | Totale    | 11.5                   |

## Nella cultura di massa

### Televisione e cinema
La compagnia di streaming Netflix ha realizzato una docuserie in collaborazione con il PGA Tour chiamata Full Swing, dedicando le ultime tre puntate della seconda stagione alla Ryder Cup disputatasi in Italia. La prima puntata dedicata ha visto come protagonisti i due capitani delle rispettive squadre compiere le scelte di formazione, mentre le ultime due puntate hanno raccontato lo svolgimento della manifestazione.
Il 3 dicembre 2024 è uscito il documentario "Una famiglia", prodotto dalla Ryder Cup Productions in collaborazione con Rolex e IMG, il quale ripercorre i momenti vissuti dal Team Europe durante la manifestazione.

### Riviste
Il 27 settembre 2023 è stata pubblicata sul settimanale Topolino una storia a fumetti con protagonista Paperon de' Paperoni, intitolata Zio Paperone e la rivincita della Wild Card e dedicata alla Ryder Cup che stava per iniziare.
Lo stesso giorno si è disputato l'All Star Match, una sfida che ha visto contrapposte due squadre composte da sportivi celebri accomunati dalla passione per il golf, tra cui il pilota di Formula 1 Carlos Sainz Jr., il surfista Leonardo Fioravanti, il tennista Novak Đoković e gli ex calciatori Andrij Ševčenko e Gareth Bale.

### Numismatica
Per celebrare l'evento tenutosi in Italia, l'Istituto Poligrafico e Zecca dello Stato ha prodotto un contingente di 10 000 pezzi dal valore nominale di dieci euro; sul lato dritto è presente il logo della manifestazione su cui si staglia una pallina da golf, mentre sul lato rovescio è raffigurato il Colosseo.

## Controversie

### Ritardi nei lavori sulla viabilità
Negli anni precedenti alla competizione ci furono diverse polemiche sul ritardo dell'inizio dei lavori per la viabilità del quadrante interessato dalla competizione. Diversi esponenti politici di zona denunciarono ritardi nell'inizio e per la fine dei lavori. Era stato calcolato infatti che i lavori sarebbero terminati entro la fine del 2023, quindi tre mesi dopo l'inizio della competizione golfistica. Il 16 ottobre c'è stato un incontro tra la cittadinanza, le istituzioni comunali di Guidonia Montecelio, Fonte Nuova e Roma, le istituzioni regionali del Lazio e l'amministratore di ASTRAL in cui si è fatto il punto circa le opere da completare tra cui l'allargamento a due corsie della rotonda di Via Nomentana, la creazione dei marciapiedi su entrambi i sensi di marcia di Via Marco Simone e la creazione di una nuova rotatoria all'incrocio tra Via Palombarese e Via Marco Simone; le prime due opere sono state realizzate e completate entro la fine di novembre dello stesso anno.

### Polemiche nel corso del torneo
Durante la manifestazione lo statunitense Patrick Cantlay, seguito poi dai compagni Thomas, Morikawa e Schauffele, si è rifiutato di indossare il cappello d'ordinanza del proprio team in segno di protesta per il mancato riconoscimento economico relativo alla partecipazione nel torneo. Il golfista, incalzato dai giornalisti, ha giustificato questa scelta con la scarsa vestibilità del cappello, aggiungendo che avrebbe preferito non avere il segno dell'abbronzatura in faccia dato che subito dopo la manifestazione si sarebbe dovuto sposare.
L'ultimo giorno della manifestazione è stato segnato da un acceso alterco tra Rory McIlroy e Joe LaCava, il caddie di Cantlay; nell'ultima buca della sfida tra i due, LaCava non avrebbe tenuto un comportamento sportivo nei confronti del golfista nordirlandese, e quest'ultimo si è scagliato contro entrambi mentre stavano lasciando l'impianto di gioco.

### Incendio
Il 5 ottobre, quattro giorni dopo dalla fine della Ryder Cup, si è verificato un incendio nel padiglione "Hospitality", durante il quale è andata a fuoco la tribuna provvisoria alta circa tre metri adiacente alla buca numero 18. A causa dell'incendio sono state chiuse diverse strade che davano accesso al Golf Club, creando disagi alla viabilità circostante. La Procura di Tivoli ha aperto un fascicolo per reato di incendio.